# Azinheira dos Barros e São Mamede do Sádão
Azinheira dos Barros e São Mamede do Sádão é uma freguesia portuguesa do município de Grândola, com 172,52 km2 de área e 543 habitantes (censo de 2021). A sua densidade populacional é 3,1 hab./km².

## História
A freguesia foi criada em 1855 através da fusão das duas antigas freguesias de Azinheira dos Barros e São Mamede do Sádão. A principal localidade e sede de freguesia é Azinheira dos Barros.

## Demografia
A população registada nos censos foi:
Nota: Nos censo de 1864 a 1900 figura como duas freguesias diferenciadas.
| Distribuição da População por Grupos Etários | Distribuição da População por Grupos Etários | Distribuição da População por Grupos Etários | Distribuição da População por Grupos Etários | Distribuição da População por Grupos Etários |
| -------------------------------------------- | -------------------------------------------- | -------------------------------------------- | -------------------------------------------- | -------------------------------------------- |
| Ano                                          | 0-14 Anos                                    | 15-24 Anos                                   | 25-64 Anos                                   | > 65 Anos                                    |
| 2001                                         | 106                                          | 130                                          | 428                                          | 244                                          |
| 2011                                         | 65                                           | 65                                           | 380                                          | 194                                          |
| 2021                                         | 55                                           | 50                                           | 257                                          | 181                                          |

## História
Esta freguesia foi durante muito tempo designada Bairros. O povoamento em Bairros teve o seu início em meados do século XV. A alteração de Bairros para Barros é de época bastante recente e só se tornou comum no século XX. O nome atual (Azinheira dos Barros) está relacionado com uma lenda da imagem de Nossa Senhora da Conceição. O principal objectivo dos moradores era erguer a capela da povoação no cimo do Outeiro de Palmela, pelo que transportaram a imagem para cima de uma azinheira, até que a capela acabou por ser construída no local onde esta se encontrava.
O Lousal e a respetiva aldeia mineira correspondem a um antigo couto mineiro explorado desde o final do século XIX, tendo este se desenvolvido devido à exploração da pirite, entre 1900 e 1988. Em Azinheira dos Barros, o orago é Nossa Senhora da Conceição e no Lousal, o orago é Santa Bárbara.

## Património Cultural e Edificado
- Monumento megalítico da Pata do Cavalo ou Monte das Boiças 1: Situada a 5 km de Azinheira dos Barros na estrada municipal que liga a Azinheira dos Barros a Grândola, pela Atalaia do Viso, mais propriamente no Monte das Boiças, a anta da Pata do Cavalo tem esta denominação devido à sua configuração apresentar semelhanças com uma pegada de cavalo. Destinado a enterramentos coletivos dos habitantes que exploraram as minas de cobre na região, este monumento situa-se no período do Neolítico e insere-se numa cultura específica que se dá o nome de cultura megalítica. A Pata do Cavalo foi descoberta e escavada nos anos 50 por uma equipa ligada ao Serviço de Fomento Mineiro e aos Serviços Geológicos de Portugal. A Pata do Cavalo é considerada uma das maiores antas do país devido ao tamanho da sua câmara que apresenta 6 metros de diâmetro. Possui uma galeria em redor da qual existe um montículo de terra artificial, designada por “Mamoa”. Durante a exploração do monumento foram encontradas algumas peças de cerâmica e de pedra que se encontram no Museu dos Serviços Geológicos de Portugal
- Igreja Matriz (originalmente do século XVI): Presume-se que os primeiros vestígios populacionais na Herdade dos Bairros, após o período da Reconquista, tenham tido origem na posse da dita Herdade por um lavrador que ali se instalou e que trouxe consigo vários camponeses que se foram fixando. De acordo com alguns documentos consultados no ano de 1513 a ermida já estava construído, tendo a sua edificação sido feita pela população,  existindo a hipótese de que a localidade tenha começado a ser habitada entre o século XIV e XV. Sabe-se que no ano de 1513, D. Jorge de Lencastre, Mestre da Ordem de Santiago, efetuou uma visita à povoação dos Bairros para conhecer a ermida. Volvidos 20 anos após a primeira visita, em 1533 D. Jorge de Lencastre envia novamente a esta ermida um emissário que registou as alterações na ermida feitas durante as duas décadas. Em suma, pode concluir-se que a Igreja teve um papel importante na fixação de habitantes na localidade.
- Monumento megalítico do Lousal ou Lousal 1 O Monumento Megalítico do Lousal é um conjunto de tolos, ou monumento de falsa cúpula, localizado num raio de 3 km da aldeia do Lousal., testemunhando 5.000 anos da história da mineração em Portugal. Foi destinado a enterramentos coletivos, para às populações que exploraram as minas de cobre da região. É composta por uma galeria, uma câmara principal e uma câmara secundária.
- Igreja de Nossa Senhora do Viso: pequena capela do século XV, que foi objeto de várias remodelações, a maior das quais no século XVIII;
- Castelo Velho do Lousal: Antiga fortificação da Idade do Ferro e da época romana.

## Locais de Interesse Turístico e Cultural
- Centro Ciência Viva do Lousal: O Centro está localizado num edifício outrora associado à atividade mineira e onde funcionavam o Gabinete de Geologia, o Armazém do Óleo, a Casa do Ponto, a Casa das Lanternas, a Casa dos Equipamentos de Trabalho e o Balneário. Inaugurado em 30 de Junho de 2010, possui diversas valências: áreas expositivas (Lousal, sempre Lousal; Mina de Ciência), Cybercafé, Auditório (Fazer Fitas com a Ciência), espaços recreativos (Mina p`ra gente pequena), Miradouro, jogos educativos (Quem Tem Olhos P´rós Minerais? e Ciência Viva On The Rocks), assim como módulos interativos localizados nos espaços do Banho de Ciência e das Ciências do Virtual.
- Museu Mineiro do Lousal: Foi construído nas antigas instalações da mina com o objetivo de preservar a memória e o conhecimento das gerações de trabalhadores que escavaram as Minas do Lousal. A inauguração do Museu Mineiro realizou-se a 20 de maio de 2001 e foi o primeiro do seu género em Portugal. Entre outras características, destacam-se as estruturas de trabalho recuperadas especialmente para serem visitadas pelo público: instalações, escavações e galerias da mina e mesmo os motores da central elétrica que abastecia não só a mina como também a população local.
- Margem do Sado: Considerado uma das maiores riquezas existentes na freguesia de Azinheira dos Barros, o rio Sado oferece belas paisagens que deliciam todos aqueles que o visitam. Nas suas margens encontram-se diferentes espécies de flora e de fauna características da região, sendo, por conseguinte, muito requisitado para a prática de pesca desportiva, desportos aquáticos e pedestres   O rio Sado nasce a 230 metros de altitude na Serra da Vigia e percorre 180 km até desaguar no oceano Atlântico perto de Setúbal. O Rio Sado é um dos poucos rios existentes na Europa que corre de Sul para Norte.
- Barragem do Lousal: Construída sobre a ribeira de Espinhaço de Cão, numa tentativa de resolver o grave problema de falta de água desta população, é muito procurada pelos adeptos da pesca.
- Lojas de Artesanato: Nesta aldeia em que os antigos escritórios deram lugar a lojas de artesanato, são comercializados artigos em cerâmica, tecelagem, ferro forjado, pele e mobiliário pintado.
- Poço da Bomba: O Poço da Bomba era utilizado pela população de Azinheira dos Barros para o consumo doméstico de água. Era neste poço que os barrenses abasteciam os seus cântaros e outros recipientes para mais um dia de trabalho. Conhecido também como Poço da Saúde, a população considerava que a água era benéfica para o bem-estar daqueles que a consumiam. No ano de 2005 houve uma requalificação no espaço envolvente ao Poço da Bomba, tendo sido construído um muro para homenagear os poetas da aldeia. O Poço da Bomba é coberto por um “Chapéu de Ferro” e possui, na parte frontal, a bomba para retirar a água. Devido ao aparecimento de água canalizada na localidade, só uma minoria da população ainda a utiliza, sendo fundamentalmente um local de lazer.
- Lavadouro Público: O edifício dos tanques do lavadouro público foi construído no ano de 1940, com o objetivo de proporcionar à população melhores condições na lavagem da roupa. Até então a população dirigia-se à ribeira para proceder à lavagem do vestuário, causando-lhe transtornos não só pela distância, mas também, pelas condições existentes nas margens da ribeira. O espaço dos tanques era igualmente utilizado para a organização de festas, servindo, assim,  como local de convívio. Atualmente, o edifício dos tanques encontra-se encerrado.

## Instituições na Freguesia
- Junta de Freguesia: A 22 de outubro de 1544, quando foi atribuído o foral de vila e concelho a Grândola, delimitou-se a área geográfica que passou a fazer parte do respetivo concelho. Como Azinheira dos Barros fazia parte dessa área, passou a integrar este concelho e, a partir de 1545, foi reconhecida como um dos três aglomerados do concelho de Grândola. Foi então criada a Junta de Freguesia que só vem a possuir uma sede definitiva após o encerramento da Escola Primária Feminina na Rua João de Deus, sede que ainda hoje funciona no mesmo edifício. Devido às constantes mudanças de instalações, foram-se perdendo alguns suportes informativos acerca da freguesia, que poderiam ser utilizados para um maior conhecimento das suas origens. A década de 60 foi rica em acontecimentos, dos quais se destacam o calcetamento das ruas, a construção dos lavadouros públicos e a inauguração do novo edifício da Casa do Povo, só possíveis graças à crescente importância crescente da Junta de Freguesia [7].
- Casa do Povo e Centro de Dia: A 25 de junho de 1945 é criada uma Casa do Povo em Azinheira dos Barros, sendo obrigatória a inscrição de todos os trabalhadores rurais da freguesia. Vinte e dois anos após a sua fundação, assinalados por uma sucessiva mudança de instalações, foi construído o edifício onde passou a funcionar a Casa do Povo. Inaugurado em 1967 pelo Prof. Gonçalves de Proença, na altura Ministro das Corporações. A partir de 1989, a Casa do Povo inicia uma nova  etapa nas suas atividades, que culmina em, 1990, com a assinatura de um acordo de cooperação com o Centro Regional de Segurança Social de Lisboa e Vale do Tejo. Em 1997, a Casa do Povo passa a promover o Sub-Programa "Integrar", patrocinado pelo Fundo Social Europeu no âmbito da Formação Profissional. Posteriormente, é apresentado e aprovado o projeto intitulado “Centro Comunitário do Lousal” que possibilitou a construção de um centro de dia, assim como o desenvolvimento de um serviço de apoio domiciliário e de atividades para tempos livres destinadas a jovens e crianças do Lousal. A Casa do Povo de Azinheira dos Barros dispõe, assim, de um vasto conjunto de mecanismos de apoio e de solidariedade social ao serviço da população.
- Colectividade Sócio Cultural Barrense: A CSCB é a mais jovem instituição sedeada em Azinheira dos Barros. Criada por um grupo informal de jovens, a Coletividade foi fundada com o objetivo de dinamizar a povoação no que respeita a políticas juvenis [8].

A Associação Os Amigos da Azinheira dos Barros foi fundada em 6 de abril de 2010 por um grupo de amigos que já realizavam as festas tradicionais de Azinheira dos Barros desde o ano de 2003. Tem intenção de dinamizar a aldeia.

## Festas e Romarias
Nesta freguesia, as festas e romarias festejadas durante o ano são as seguintes: festas de Nossa Senhora da Conceição (Azinheira dos Barros, 15 de agosto), festas de Sta. Bárbara (Lousal, 4 de dezembro e 5 de dezembro), festas de São João (mês de Junho), festas de Nossa Senhora do Viso e ainda a Feirinha das Artes e Sabores, organizada por uma associação da freguesia (Colectividade Sócio Cultural Barrense).

## Heráldica
Armas - Escudo de negro, com duas espigas de trigo de ouro, postas em pala e alinhadas em faixa; em chefe, azinheira arrancada, de prata, frutada de ouro; em campanha, uma lisonja de ouro. Coroa mural de prata de três torres. Listel branco, com a legenda a negro: “ AZINHEIRA DOS BARROS E S. MAMEDE DO SÁDÃO “.